# Wertherbruch
Wertherbruch ist ein Ortsteil der Stadt Hamminkeln im  Kreis Wesel in Nordrhein-Westfalen.
Im Ort treffen sich die Landesstraßen 459, 505 und 896.

## Geschichte

Lage von Wertherbruch in Hamminkeln

Wertherbruch stand früher in enger Verbindung zur Stadt Werth, die seit 1975 zu Isselburg gehört. 1296 wurde damit begonnen, das Werther Bruch zu entwässern; mit der damit verbundenen Kultivierung des Bodens konnte das Bruchhufendorf Wertherbruch entstehen. Die heutige Kirche hatte einen Vorgängerbau, der nach 1318 entstanden ist. Die jetzige spätgotische Kirche wurde zwischen 1460 und 1480 gebaut. Das Gut Rodehorst wurde erstmals im 14. Jahrhundert erwähnt. 1567 trat Wertherbruch zum reformierten Bekenntnis über und im Jahre 1817 wurde die Gemeinde evangelisch. Der Ort gehörte früher zum Herzogtum Kleve, zuletzt war die ehemals selbständige Gemeinde Teil des Amtes Haldern, Kreis Rees.
Am 1. Januar 1975 wurde Wertherbruch im Zuge des zweiten Neugliederungsprogramms zu einem Teil der Gemeinde Hamminkeln, die 1995 zur Stadt erhoben wurde.

### Ortsname
Der Ortsname ist abgeleitet von der umgebenden Sumpflandschaft (Bruch) der ehemaligen Stadt Werth.

### Bevölkerungsentwicklung
Gemeinde Wertherbruch
- 1910: 1126[3]
- 1931: 1124[4]
- 1961: 1071[2]
- 1970: 1065[2]
- 1974: 1081[5]

Wertherbruch, ab 1975 Teil von Hamminkeln
- 1961: 0965[2]
- 1970: 0960[2]
- 1974: 0976[5]

Ortsteil Wertherbruch
- 1975: 1000
- 1985: 0991
- 1995: 1082
- 2005: 1074
- 2010: 1068
- 2018: 1022

## Wappen
Blasonierung: In silbernem (weißem) Feld eine rote ummauerte Stadt mit drei blau gedeckten Türmen. In der Mitte steht ein blau gedecktes Haus, aus dessen Dach eine rote, oben in einem Ring endende Stange herauswächst. Auf dem linken Turm hängt über einem Torbogen mit Fallgitter ein silberner (weißer) Schild mit einem gekrönten und doppeltgeschwänzten schwarzen Löwen. Vorlage für dieses Motiv war das historische Gerichtssiegel des Dorfes, das bislang erstmals 1366 nachweisbar ist. Die Bedeutung des Wappenbildes ist unklar.

## Bildung
Im Ort gibt es eine Grundschule. Die bis dahin selbständige Gemeinschaftsgrundschule Loikum-Wertherbruch ist seit dem 1. August 2014 Teilstandort der Grundschule Mehrhoog.

## Persönlichkeiten
- Franz Friedrich Graeber (1784–1857), evangelischer Theologe und Generalsuperintendent der Kirchenprovinz Westfalen
- Floris von Palant (1537–1598), Graf von Culemborg, er führte hier gewaltsam den Calvinismus ein.[7]